# Lej da Vadret
Der Lej da Vadret ([ˌleɪ̯dɐvɐˈdrɛt]ⓘ, rätoromanisch im Idiom Puter für Gletschersee) ist ein Bergsee der Berninagruppe im Schweizer Kanton Graubünden. Der See liegt etwa vier Kilometer von der italienischen Grenze entfernt auf einer Höhe von 2160 m ü. M.

## Weblinks

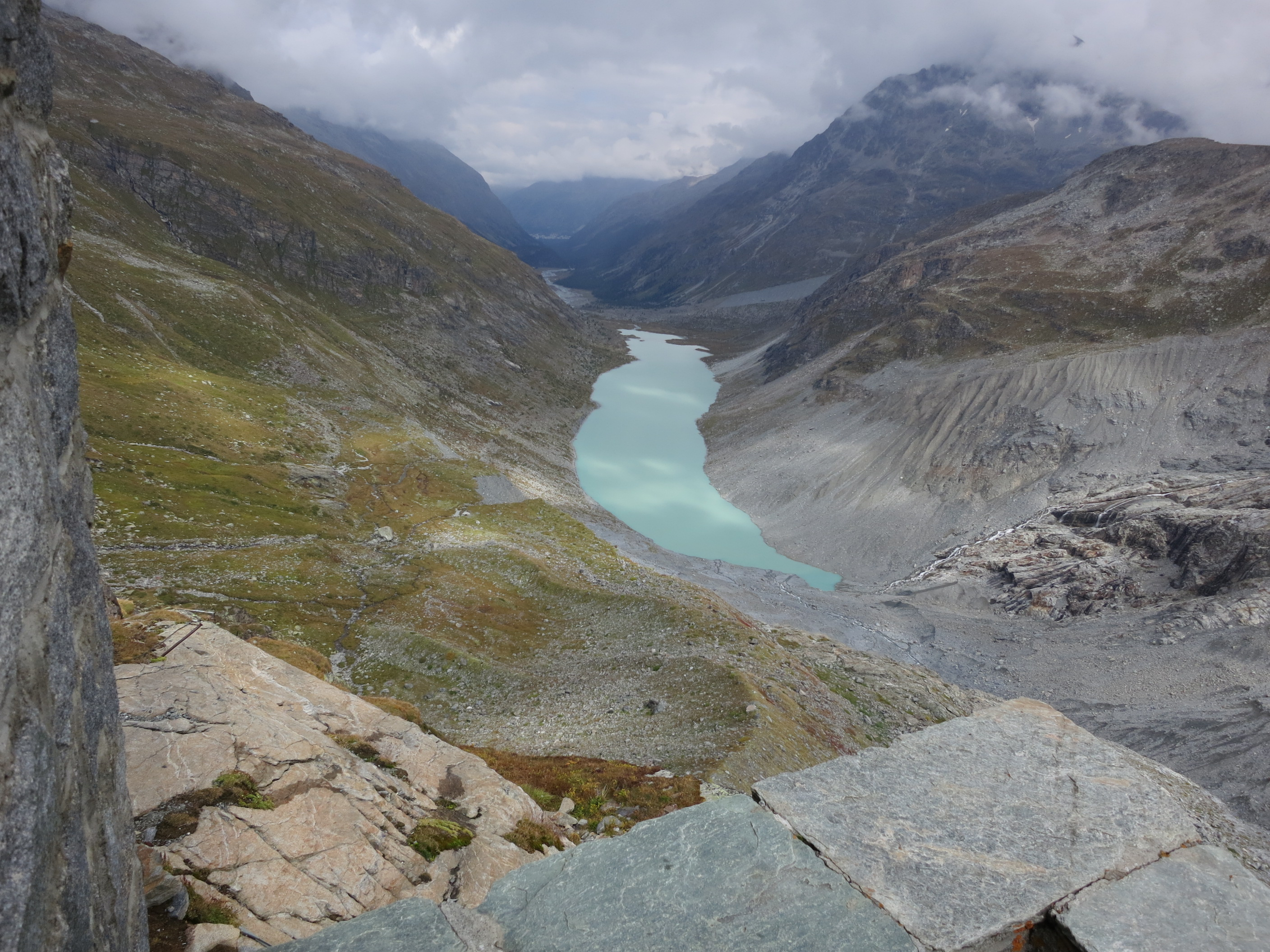
Lej da Vadret von der Coazhütte

## Geographie
Der See am oberen Ende des Val Roseg wird vom Roseggletscher gespiesen. Der aus dem See abfliessende Rosegbach (rät: Ova da Roseg) bildet später durch die Vereinigung mit dem Berninabach den Flaz, der mit seinem Wasser die Wassermenge des Inns bei Samedan mehr als verdoppelt. Der See ist ein sogenannter Zungenbeckensee (1,5 km lang und rund 300 m breit). Er füllt ein um die Mitte des 20. Jahrhunderts durch Abschmelzen der Gletscherzungen frei gewordenes Becken aus.